# جوزيف فايندر
جوزيف فايندر (بالإنجليزية: Joseph Finder)‏ (6 أكتوبر 1958، شيكاغو في الولايات المتحدة)؛ كاتب، صحفي وروائي أمريكي.

## روابط خارجية
- جوزيف فايندر على موقع IMDb (الإنجليزية)
- جوزيف فايندر على موقع قاعدة بيانات الفيلم (الإنجليزية)